# Manuel Lapeña
Manuel Lapeña Rodríguez y Ruiz de Sotillo, también conocido como Manuel de Lapeña o Manuel de la Peña fue un general español durante la Guerra de la Independencia Española.

## Biografía
Como teniente general al mando de la 4.ª División, formada en su mayor parte por veteranos de la batalla de Bailén, e incorporada al Ejército del Centro bajo las órdenes del general Castaños, participó  en la batalla de Tudela, en noviembre de 1808, donde una y otra vez hizo caso omiso de su comandante.[cita requerida]
A finales de ese mes, Castaños, habiendo perdido la confianza de la Junta Central, entregó su mando a Lapeña pero este, poco después, a raíz de una sublevación, fue obligado a entregar el mando al duque del Infantado.
Llegó a ser nombrado capitán-general de Andalucía, en sustitución del general Joaquín Blake, pero fue destituido del cargo por su comportamiento en el campo de batalla en Chiclana, cuando, al mando de una operación aliada anglo-española, que tenía como objetivo poner fin al sitio de Cádiz, no acudió a ayudar a las tropas anglo-portuguesas de Thomas Graham quienes, sin embargo, lograron una importante victoria contra una fuerza francesa que les doblaban en número, aunque dicha victoria no serviría para levantar el cerco de Cádiz por parte de los franceses hasta el 25 de agosto de 1812.
Finalmente, al terminarse la batalla, y al retirarse Graham hacia Cádiz, Lapeña se queja de esa retirada ante el Consejo de Regencia quien, el día siguiente le ordena al general español entregar el mando al general José Pascual de Zayas y Chacón, quien, por otra parte, había requerido, reiteradamente, a su superior, los refuerzos para apoyar a las tropas anglo-portuguesas.

## Retratado por Goya
El retrato de Lapeña realizado por Francisco de Goya en 1799, actualmente en la Hispanic Society of America, fue un encargo de la duquesa de Osuna para su palacio de La Alameda, de donde pasó a la colección de Joaquín Argamasilla.

## Condecoraciones
- Caballero de la Orden de Calatrava[1]
- Caballero y gran Cruz de Carlos III (1812)[1]